# San Diego Chargers 1963
La stagione 1963 dei San Diego Chargers è stata la quarta della franchigia nell'American Football League. La squadra veniva da un record di 4-10 nella stagione ma salì a 11–3, vincendo la propria division con una gara di vantaggio sugli Oakland Raiders, che erano allenati dall'ex assistente dei Chargers Al Davis. San Diego fu la migliore squadra della lega sia per punti segnati che per punti subiti. L'attacco, guidato dal quarterback veterano Tobin Rote e che vedeva la presenza del ricevitore futuro membro della Hall of Fame Lance Alworth, guadagnò più yard di qualsiasi altra squadra; Rote e Alworth furono nominati MVP della lega rispettivamente dall'Associated Press e dalla United Press International.
Il 5 gennaio 1964 la squadra vinse il suo unico campionato AFL con un 51–10 sui Boston Patriots al Balboa Stadium. Questo rimane l'unico titolo della storia del club e l'unico di una squadra dei maggiori quattro sport professionistici americani della città di San Diego. Nel 2003 l'intera squadra fu introdotta nel Chargers Ring of Honor. La stagione dominante dei Chargers portò a speculazioni che la squadra potesse battere i campioni NFL di quell'anno, i Chicago Bears.
I Chargers del 1963 divennero noti anche a causa del loro programma di uso di steroidi anabolizzanti, il primo nel football professionistico. Il capo-allenatore Sid Gillman e il preparatore atletico Alvin Roy resero obbligatorie iniezioni giornaliere di Dianabol per un periodo di cinque settimane durante il training camp prima che i giocatori fossero informati dei potenziali effetti collaterali, dopo di che il programma divenne su base volontaria.

## Roster
| Roster dei San Diego Chargers nel 1963 |
| --- |
| Quarterback - 18 Tobin Rote QB - 21 John Hadl QB Running Back - 20 Gerry McDougall FB - 22 Keith Lincoln FB - 23 Paul Lowe HB - 40 Bob Jackson FB Wide Receiver - 19 Lance Alworth FL - 29 Jerry Robinson E - 88 Don Norton E Tight End - 38 Jacque MacKinnon TE - 83 Dave Kocourek TE - 89 Reggie Carolan TE Offensive Linemen - 52 Don Rogers C - 60 Sam DeLuca G - 61 Ernie Park G - 64 Pat Shea G - 65 Sam Gruneisen G - 74 Ron Mix T - 75 Ernie Wright T - 78 Walt Sweeney G Defensive Linemen - 76 Henry Schmidt DT - 77 Ernie Ladd DT - 79 George Gross DT - 85 Bob Petrich DE - 86 Earl Faison DE Linebacker - 50 Chuck Allen LB - 55 Frank Buncom LB - 56 Emil Karas LB - 57 Bobby Lane LB - 82 Bob Mitinger LB - 84 Paul Maguire LB Defensive Back - 25 Dick Westmoreland CB - 27 Charlie McNeil S - 36 Dick Harris CB - 47 Bud Whitehead CB Special Team - 39 George Blair K-S Lista delle riserve - 24 Keith Kinderman FB - 43 Gary Glick CB                                 |
| Legenda - I rookie sono in corsivo. - Il primo ruolo è il principale mentre gli eventuali successivi indicano i ruoli secondari. - (IR) sta per Injured Reserve ed indica la lista ristretta per un solo giocatore infortunato che può tornare ad allenarsi dopo la settimana 6 e a rientrare in prima squadra dopo che questa ha giocato 8 partite. - (NF-Inj.) / (NF-Ill.) stanno rispettivamente per Non-Football Injured e Non-Football Illness ed indicano le liste dove viene inserito un giocatore che ha un infortunio o una malattia non dipendente dal football americano. - (PUP) sta per Physically Unable to Perform ed indica la lista dove viene inserito un giocatore mentre è in attesa di recuperare la condizione fisica. Nella stagione regolare dopo la sesta partita giocata dalla propria squadra, il giocatore ha tempo tre settimane per riprendere ad allenarsi, più tre settimane aggiuntive dal suo rientro agli allenamenti per rientrare in prima squadra. |

## Calendario

### Stagione regolare
| Stagione regolare |                    |                       |                    |                    |                      |                    |
| Turno             | Data               | Avversario            | Risultato          | Record             | Stadio               | Pubblico           |
| 1                 | 8 settembre        | Buffalo Bills         | V 14–10            | 1–0                | Balboa Stadium       | 22,344             |
| 2                 | 14 settembre       | Boston Patriots       | V 17–13            | 2–0                | Balboa Stadium       | 26,097             |
| 3                 | Settimana di pausa | Settimana di pausa    | Settimana di pausa | Settimana di pausa | Settimana di pausa   | Settimana di pausa |
| 4                 | 29 settembre       | Kansas City Chiefs    | V 24–10            | 3–0                | Balboa Stadium       | 22,654             |
| 5                 | 6 ottobre          | at Denver Broncos     | S 34–50            | 3–1                | Bears Stadium        | 18,428             |
| 6                 | 13 ottobre         | New York Jets         | V 24–20            | 4–1                | Balboa Stadium       | 27,189             |
| 7                 | 20 ottobre         | at Kansas City Chiefs | V 38–17            | 5–1                | Municipal Stadium    | 30,107             |
| 8                 | 27 ottobre         | Oakland Raiders       | S 33–34            | 5–2                | Balboa Stadium       | 30,182             |
| 9                 | 2 novembre         | at New York Jets      | V 53–7             | 6–2                | Polo Grounds         | 18,336             |
| 10                | 10 novembre        | at Boston Patriots    | V 7–6              | 7–2                | Fenway Park          | 28,402             |
| 11                | 17 novembre        | at Buffalo Bills      | V 23–13            | 8–2                | War Memorial Stadium | 38,592             |
| 12                | 1 dicembre         | Houston Oilers        | V 27–0             | 9–2                | Balboa Stadium       | 31,713             |
| 13                | 8 dicembre         | at Oakland Raiders    | S 27–41            | 9–3                | Frank Youell Field   | 20,249             |
| 14                | 15 dicembre        | at Houston Oilers     | V 20–14            | 10–3               | Jeppesen Stadium     | 18,540             |
| 15                | 22 dicembre        | Denver Broncos        | V 58–20            | 11–3               | Balboa Stadium       | 31,312             |

Nota: gli avversari della propria division sono in grassetto.

### Playoff
| Playoff |                |                 |           |                |        |          |
| Turno   | Data           | Avversario      | Risultato | Record         | Stadio | Pubblico |
| Finale  | 5 gennaio 1964 | Boston Patriots | V 51–10   | Balboa Stadium | 30,127 | Recap    |

## Classifiche
| AFL Western Division |    |    |   |      |     |     |     |     |
|                      | V  | S  | P | %    | DIV | PF  | PS  | STR |
| San Diego Chargers   | 11 | 3  | 0 | .786 | 3–3 | 399 | 255 | V2  |
| Oakland Raiders      | 10 | 4  | 0 | .714 | 6–0 | 363 | 282 | V8  |
| Kansas City Chiefs   | 5  | 7  | 2 | .417 | 2–4 | 347 | 263 | V3  |
| Denver Broncos       | 2  | 11 | 1 | .154 | 1–5 | 301 | 473 | S7  |

Nota: I pareggi non venivano conteggiati ai fini della classifica fino al 1972.